# سپاه تولید و سازندگی شین جیانگ
سپاه تولید و سازندگی شین جیانگ (به چینی: 新疆生产建设兵团،‌ به پین‌یین:Xīnjiāng Shēngchǎn Jiànshè  Bīngtuán، به اویغوری: شىنجاڭ ئىشلەپچىقىرىش - قۇرۇلۇش بىڭتۇەنى)، یا نام مرسوم کوتاه شدهٔ بینگتوان (به چینی: 兵团،‌ به پین‌یین:Bīngtuán، به اویغوری:بىڭتۇەن) واقع در منطقه سین‌کیانگ بوده و در حال حاضر آخرین سپاه تولید و سازندگی باقیمانده در جمهوری خلق چین می‌باشد. این گروه‌ها جهت ایجاد یک سازمان اجتماعی با ادغام سه مورد «نظامی گری، سیاست و کسب و کار» ایجاد گردیده بودند.
سپاه سازندگی یکی از بخش‌های مهم استان شین جیانگ محسوب شده و از نظر اداری مستقیماً زیر نظر دولت مرکزی پکن و هم رتبه با استان‌ها مدیریت می‌گردد گرچه از نظر قوانین و مقررات، و رسیدگی‌های قضایی، همزمان تابع قوانین منطقه (استانی) شین جیانگ نیز می‌باشد؛ در برنامه‌ریزی‌های دولتی و اجرایی نیز به صورت واحد مستقل هم رتبه استان بوده و دارای حقوق هم رده مناطق استانی می‌باشد.
وظایف دوگانه این سپاه مرزبانی و عملیات عمرانی در نواحی مرزی است. سپاه تولید و سازندگی شین جیانگ واحد ویژه ای است که همزمان نقش ارتش، حکومت و موسسات را برعهده دارد. این سپاه دارای ۱۴لشکر و ۱۷۴هنگ کشاورزی و دامپروری می‌باشد.

## تحریم توسط امریکا
در ۳۱ ژوئیه ۲۰۲۰ مصادف با ۱۰ مرداد ۱۳۹۹، دولت امریکا سپاه تولید و سازندگی شین جیانگ را به دلیل ارتباط با موارد جدی نقض حقوق بشر علیه اقلیت‌های قومی در شین‌جیانگ، از جمله هدف قرار دادن اقلیت مسلمان اویغور در منطقه، به فهرست تحریم‌های خود اضافه کرد. در بیانیه ای به نقل از استیون منوشن، وزیر خزانه‌داری آمریکا، آمده است: «همان طور که پیشتر بیان شد، آمریکا به استفاده از تمام توان اقتصادی‌اش برای پاسخگو کردن ناقضان حقوق بشر در شین‌جیانگ و سراسر جهان متعهد است.»